# Ulica Wincentego Rzymowskiego w Warszawie
Ulica Wincentego Rzymowskiego – ulica w warszawskiej dzielnicy Mokotów.

## Położenie i charakterystyka
Ulica biegnie w warszawskiej dzielnicy Mokotów na obszarze Miejskiego Systemu Informacji Służew od ronda Unii Europejskiej do węzła drogowego na skrzyżowaniu z ulicami Puławską i Doliną Służewiecką. Na całej swojej długości ma status drogi powiatowej. Przebiega nad Potokiem Służewieckim, we wschodniej części sąsiaduje z parkiem utworzonym wokół Stawu Służewieckiego oraz pętlą tramwajową Wyścigi. Ulica w okresie od 2000 do 2014 roku była fragmentem drogi krajowej nr 7. Jej długość wynosi 1,79 km.
Ulica przebiega przez Służewiec Południowy, jednostkę niższego rzędu w dzielnicy Mokotów. Wzdłuż jej biegu znajdują się zabudowania Służewca Mieszkalnego, a także pomiędzy ulicą Obrzeżną a Zygmunta Modzelewskiego bloki mieszkalne eksperymentalnego osiedla Prototypów. Przy ulicy znajdują się również m.in.: biurowiec BTA Office Center (nr 34) wybudowany w latach 1998–1999 według projektu Tomasza Kazimierskiego, Andrzeja Ryby i M. Nowaka, kościół św. Maksymiliana Kolbego (nr 35) autorstwa Wojciecha Kowalczyka i Andrzeja Ustiana zrealizowany w latach 1980–1981, a także budynek nowej siedziby Domu Kultury „Kadr” (nr 32) projektu Małgorzaty Dąbrowskiej, Tomasza Graja i Niny Ślusarskiej, otwarty w 2017.

## Nazwa
Nazwa ulicy została nadana przez Radę Narodową m.st. Warszawy w 1961 roku. Jej patronem został literat, dziennikarz i polityk Wincenty Rzymowski. Wcześniej określana była roboczą nazwą Nowo-Wołoska.
W 2017 roku Wojewoda Mazowiecki wydał zarządzenie zastępcze zmieniające patrona ulicy na kompozytora Przemysława Gintrowskiego. Zmiana została dokonana w związku z wejściem w życie ustawy o zakazie propagowania komunizmu lub innego ustroju totalitarnego przez nazwy budowli, obiektów i urządzeń użyteczności publicznej. Instytut Pamięci Narodowej uznał, iż nazwa ulicy posiadająca za patrona „jedną z twarzy stalinizmu w Polsce” propaguje komunizm. W 2018 roku Wojewódzki Sąd Administracyjny w Warszawie uchylił zarządzenie wojewody ze względu na wady prawne, a Naczelny Sąd Administracyjny stanowisko to podtrzymał.